# Anotia
L'anotia è una rara malformazione congenita dell'orecchio esterno, caratterizzata dalla mancanza completa del padiglione auricolare e dell'emergenza del meato acustico esterno. Si differenzia dalla microtia, in cui è presente una piccola parte dell'orecchio esterno.